# Sebastes rufinanus
Sebastes rufinanus is een straalvinnige vissensoort uit de familie van schorpioenvissen (Sebastidae). De wetenschappelijke naam van de soort is voor het eerst geldig gepubliceerd in 1972 door Lea & Fitch.